# Tonton matodentro
Tonton matodentro – gatunek pająka z infrarzędu ptaszników i rodziny Microstigmatidae.

## Taksonomia

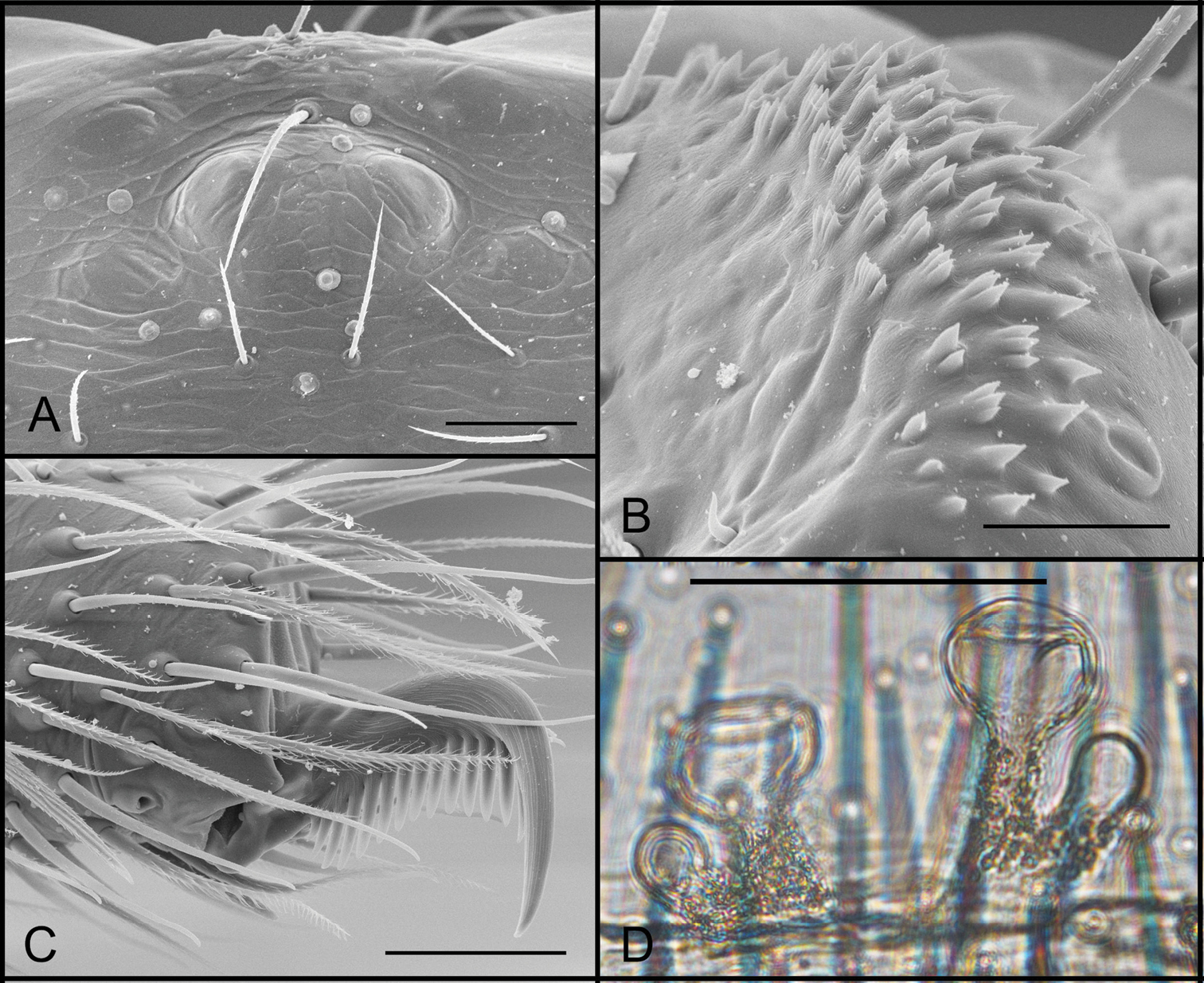
Samica. A: oczy, B: serrula, C: pazurek nogogłaszczka, D: spermateki

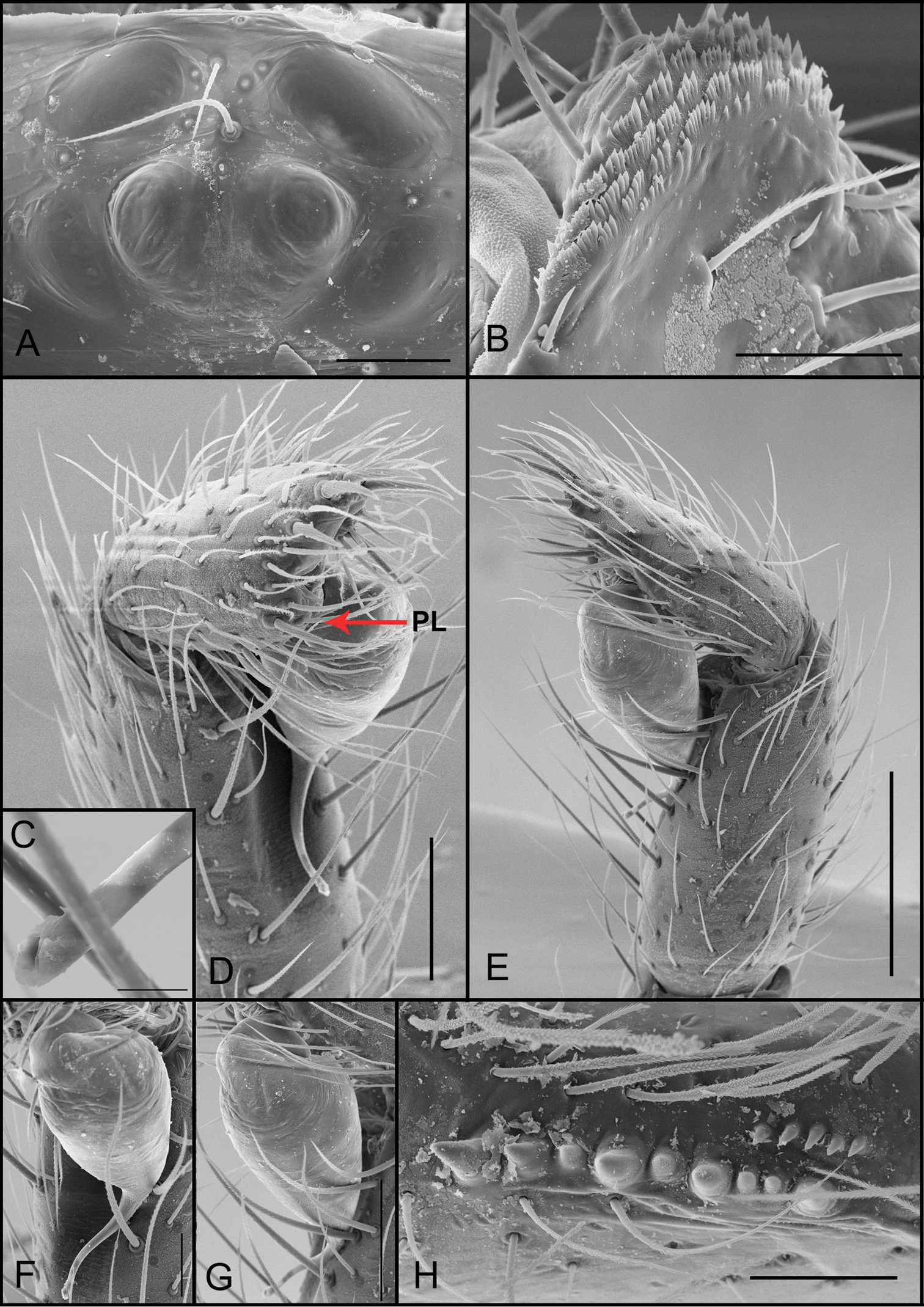
Samiec. A: oczy, B: serrula, C: wierzchołek embolusa, D: nogogłaszczek w widoku przednio-bocznym, E: nogogłaszczek w widoku tylno-bocznym, F i G: bulbus, H: zęby szczękoczułka

Gatunek ten opisany został po raz pierwszy w 2019 roku przez Victora Passanhę, Igora Cizauskasa i Antônia D. Brescovita na łamach „ZooKeys”. Jako lokalizację typową wskazano jaskinię SERP 124 e Conceição do Mato Dentro w brazylijskim stanie Minas Gerais. Epitet gatunkowy pochodzi od tejże lokalizacji.

## Morfologia
Holotypowy samiec ma ciało długości 1,95 mm przy karapaksie długości 0,95 mm i  szerokości 0,65 mm, zaś paratypowa samica ma ciało długości 2,18 mm przy karapaksie długości 1 mm i szerokości 0,74 mm. Prosoma jest biaława, zaopatrzona w sześcioro oczu, przy czym te par bocznych są szczątkowe. Serrulę szczęk tworzy od czterech do pięciu szeregów ząbków. Odnóża są białawe. Kolejność ich par od najdłuższej do najkrótszej to IV, I, II, III. Barwa opistosomy (odwłoka) jest żółtawa. Nogogłaszczki samca cechuje dwukrotnie krótsze od goleni, tak długie jak szerokie i zaopatrzone w krótki płat przednio-boczny oraz pięć kolców wierzchołkowych cymbium, gruszkowaty bulbus, a także równy wielkością tegulum, smukły, pośrodku silnie zafalowany embolus o powiększonym, lekko spłaszczonym i zaokrąglonym wierzchołku. Genitalia samicy zawierają dwie spermateki, każda zbudowana z dwóch osadzonych na szerokiej płatów, z których zewnętrzny jest wydłużony i kuliście zwieńczony.

## Ekologia i występowanie
Pająk troglobiontyczny, zasiedlający dno głębokich partii jaskiń.
Gatunek neotropikalny, południowoamerykański, endemiczny dla stanu Minas Gerais w Brazylii. Znany z regionu Quadrilátero Ferrífero w okolicach miejscowości Morro do Pilar i Conceição de Mato Dentro.